# Ahmose-Hentempet
Ahmose-Hentempet fue una princesa de finales de la decimoséptima dinastía del Antiguo Egipto. Era hija del faraón Seqenenra Taa y de la reina Ahhotep, y hermana de Amosis I, por lo que tenía entre sus títulos los de Hija de Rey y Hermana del Rey.
Su momia fue encontrada en 1881 en la tumba DB320 en un sarcófago de sustitución, pintado de negro y en el que se había cambiado el nombre original por el de la princesa. Actualmente se encuentra en el Museo Egipcio de El Cairo, registrada con la clave CG61062.
Grafton Elliot Smith estudió la momia en junio de 1909, y según sus conclusiones Ahmose-Hentempet murió cuando era anciana, tenía el cabello gris y la dentadura en mal estado, y en sus manos tenía una peluca. Su momia estaba muy dañada, probablemente por obra de los ladrones de tumbas antiguos; ese sería el motivo por el que fue trasladada a la DB320 poco después del año 11 del faraón Sheshonq I.

### Citas
1. ↑   Dodson y Hilton: op. cit., pág. 128.
2. ↑  Imagen del catálogo del Museo.
3. ↑  Peluca de Ahmose-Hentempet.
4. ↑  Miller: Ahmose-Hentempet en XVII'th Dynasty Gallery I.